# John Hopcroft
John Edward Hopcroft (nascut el 7 d'octubre de 1939) és un informàtic teòric nord-americà. Els seus llibres de text sobre teoria de la computació (conegut com "el llibre de la Ventafocs") i estructures de dades es consideren els estàndards del seu camp. Ocupa la càtedra IBM d'Enginyeria i Matemàtica Aplicada a la Informàtica a la Universitat Cornell.

## Educació
Va cursar el màster i es va doctorar a Stanford els anys 1962 i 1964, respectivament. Va treballar tres anys a la Universitat de Princeton i des llavors ha estat a la Universitat Cornell.

## Carrera
A part de la seva recerca, és conegut pels seus llibres sobre algorismes i llenguatges formals, escrits en col·laboració amb Jeffrey Ullman i Alfred Aho, que es consideren clàssics del seu camp científic.
El 1986 va rebre el Premi Turing, el premi més prestigiós de la informàtica, que sovint s'equipara al "Premi Nobel de la informàtica" (conjuntament amb Robert Tarjan) "per assoliments fonamentals en el disseny i l'anàlisi d'algorismes i estructures de dades". A més de la seva feina amb Tarjan sobre grafs planars, també és conegut per l'algorisme Hopcroft–Karp per trobar coincidències en grafs bipartits. El 1994 se'l va nomenar Fellow de l'Association for Computing Machinery. El 2005 va rebre el premi Harry H. Goode Memorial "per contribucions fonamentals a l'estudi dels algorismes i les seves aplicacions en processament de la informació"."
El 2008 va rebre el premi Karl V. Karlstrom a l'Educador Excel·lent Arxivat 2012-10-03 a Wayback Machine. "per la seva visió i impacte sobre la informàtica, que inclou co-escriure textos que han definit els camps de la teoria i dels algorismes, que continuen influint en els estudiants al cap de 40 anys, aconsellant estudiants de doctorat que ara estan fent grans contribucions a la informàtica, i demostrant un lideratge influent en la recerca i l'educació de la informàtica a nivells nacional i internacional".
El 1992 John Hopcroft fou nominat a la Junta Nacional de Ciència pel president George H.W. Bush.
El 2005, va rebre un doctorat honoris causa per la Universitat de Sydney, a Austràlia. El 2009, en va rebre un altre de la Universitat ITMO de Sant Petersburg.
També va rebre (conjuntament amb Jeffrey Ullman) la medalla IEEE John von Neumann de 2010 “per establir els fonaments dels camps de teoria d'autòmats i de llenguatge, i per fer moltes contribucions fundacionals a la informàtica teòrica”.